# Failed States
Failed States es el sexto álbum de estudio de la banda de punk canadiense Propagandhi. Se publicó en septiembre de 2012 a través de la discográfica independiente Epitaph.

## Lista de canciones
Toda la música compuesta por Propagandhi. 
| N.º   | Título                                     | Duración |  |
| 1.    | «Note to Self»                             | 5:56     |  |
| 2.    | «Failed States»                            | 1:54     |  |
| 3.    | «Devil's Creek»                            | 2:32     |  |
| 4.    | «Rattan Cane»                              | 3:06     |  |
| 5.    | «Hadron Collision»                         | 1:37     |  |
| 6.    | «Status Update»                            | 1:05     |  |
| 7.    | «Cognitive Suicide»                        | 3:42     |  |
| 8.    | «Things I Like»                            | 1:59     |  |
| 9.    | «Unscripted Moment»                        | 4:10     |  |
| 10.   | «Dark Matters»                             | 3:16     |  |
| 11.   | «Lotus Gait»                               | 3:15     |  |
| 12.   | «Duplicate Keys Icaro (An Interim Report)» | 4:34     |  |
| 38:20 |                                            |          |  |

| Pistas adicionales |                                  |          |  |
| N.º                | Título                           | Duración |  |
| 13.                | «The Fucking Rich Fuck the Poor» | 1:19     |  |
| 14.                | «The Days You Hate Yourself»     | 1:57     |  |
| 15.                | «Failed States»                  | 1:59     |  |

## Personal
- Chris Hannah - Guitarra y voz
- Jord Samolesky - Batería
- Todd Kowalski - Bajo
- David Guillas - Guitarra